# Гільдісріден
Гільдісріден (нім. Hildisrieden) — громада  в Швейцарії в кантоні Люцерн, виборчий округ Зурзее.

## Географія
Громада розташована на відстані близько 65 км на схід від Берна, 13 км на північний захід від Люцерна.
Гільдісріден має площу 7 км², з яких на 19,3% дозволяється будівництво (житлове та будівництво доріг), 69% використовуються в сільськогосподарських цілях, 11,7% зайнято лісами, 0% не є продуктивними (річки, льодовики або гори).

## Демографія
2019 року в громаді мешкало 2343 особи (+22,9% порівняно з 2010 роком), іноземців було 8,5%. Густота населення становила 333 осіб/км².
За віковим діапазоном населення розподілялося таким чином: 21,6% — особи молодші 20 років, 58,6% — особи у віці 20—64 років, 19,8% — особи у віці 65 років та старші. Було 958 помешкань (у середньому 2,4 особи в помешканні).
Із загальної кількості 671 працюючого 108 було зайнятих в первинному секторі, 139 — в обробній промисловості, 424 — в галузі послуг.